# Рагоний Венуст
(Лу́ций) Раго́ний Ве́нуст (лат. (Lucius) Ragonius Venustus; умер после 240 года) — древнеримский государственный деятель, ординарный консул 240 года.

## Биография
Венуст принадлежал к неименитому плебейскому роду, происходившему из Опитергия в регионе Венетия и Истрия, который известен с середины II века до конца IV века. Луций Рагоний Уринаций Ларций Квинтиан (вероятно, дед Венуста) первым из его семьи вошёл в состав сената в правление императора Марка Аврелия, а при Коммоде получил военную награду и до 193 года успел побывать консулом-суффектом. Из одной надписи известен предполагаемый отец Венуста — Луций Рагоний Уринаций Тусцений Квинтиан, бывший консулом-суффектом около 207 года и фламином. Принадлежность к коллегии фламинов подразумевает и то, что Рагонии были возведены в патрицианское сословие. Его матерью являлась некая Флавия Венуста, от которой Рагоний, по всей видимости, и унаследовал свой когномен.
В 238 году Венуст занимал должность претора. Спустя пару лет, в 240 году, он находился на посту ординарного консула совместно с Гаем Октавием Аппием Светрием Сабином. 
Его сыном или внуком был консул 289 года Луций Рагоний Квинтиан.